# Písek město
Písek město – stacja kolejowa w miejscowości Písek, w kraju południowoczeskim, w Czechach. Znajduje się na linii 201 Tábor - Ražice, na wysokości 410 m n.p.m..  

## Linie kolejowe
- 201: Tábor - Ražice